# Jessica Sylvester
Jessica Aimee Sylvester (Newcastle-under-Lyme, 9 de julio de 1987) es una deportista británica que compitió en natación, especialista en el estilo libre.
Ganó una medalla de plata en el Campeonato Europeo de Natación de 2010, en la prueba de 4 × 100 m libre. Participó en los Juegos Olímpicos de Pekín 2008, ocupando el séptimo lugar en la misma prueba.

## Palmarés internacional
| Campeonato Europeo | Campeonato Europeo | Campeonato Europeo | Campeonato Europeo |
| Año                | Lugar              | Medalla            | Prueba             |
| ------------------ | ------------------ | ------------------ | ------------------ |
| 2010               | Budapest (Hungría) | Medalla de plata   | 4 × 100 m libre    |